# Galtonpfeife
Die Galtonpfeife wurde von Francis Galton erfunden und ist eine Ringspaltpfeife mit einem einseitig geschlossenen und in der Länge veränderlichen Körper zur Erzeugung hoher Frequenzen. Die Frequenzen reichen vom für Menschen gerade noch hörbaren Bereich bis weit in den Ultraschallbereich.
Galtonpfeifen können mit dem Mund, mit einem Gummiball oder auch, so sie in eine Orgel eingebaut sind, maschinell angeblasen werden.
Galton entwickelte die Pfeife, die mit einem Gummiballon angeblasen wurde, ursprünglich zur Bestimmung der für den Menschen gerade noch hörbaren Frequenz. Mit ihrer Hilfe entdeckte er die Hochtonschwerhörigkeit im Alter. Galton war es auch, der im Londoner Zoo entdeckte, dass einige Tiere diese hohen Frequenzen hören können.
Die Galtonpfeife, mit dem Mund angeblasen, wird nur noch für das Training von Tieren wie Hunden, Katzen und Delfinen genutzt. Der Pfiff ist für das Tier sehr gut und über große Entfernungen wahrnehmbar, für den Menschen hingegen sehr leise oder gar nicht. Damit wird bei Verwendung als Hundepfeife eine Störung des Umfeldes stark gemindert.